# Polizeiruf 110: Explosion
Explosion ist ein deutscher Kriminalfilm von Thomas Jacob aus dem Jahr 1987. Der Fernsehfilm erschien als 112. Folge der Filmreihe Polizeiruf 110.

## Handlung
Im Plattenwerk kommt es in der Reparaturbrigade von Leiter Alfred Mattusch zu Differenzen. Der autoritäre Mattusch geht mit Kritikern seiner Arbeitseinstellung nicht zimperlich um. Gerade hat er Schweißer Axel Taurig aus der Brigade ausgeschlossen, als der sich über eine kurzfristig eingelegte Doppelschicht beschwerte. Stattdessen kommt ein neuer Arbeiter zur Brigade. Schichtleiter ist Heiner Kiewitz, der vergeblich mit Mattusch während der Arbeitszeit zu reden versucht. So erfährt Mattusch erst zu Hause, dass Heiner mit seiner 25-jährigen Tochter Ruth zusammen ist. Es kommt zum Eklat, ist Heiner doch vorbestraft und die Verbindung daher für Mattusch indiskutabel. Heiner und Ruth verlassen Mattuschs Haus.
Am nächsten Morgen kommt Heiner zu spät zur Arbeit. Wenig später brennt eine Halle des Plattenwerks, die Heiners Brigade gerade rekonstruierte. Es kommt zu einer Explosion einer Acetylenflasche in der Halle und Mattusch, der die Brigade in der Halle vermutete, erleidet auf der Suche nach seinen Mitarbeitern eine Rauchvergiftung. Es stellt sich heraus, dass die gesamte Brigade vorzeitig in die Mittagspause gegangen war. Bei der Explosion kommen dennoch vier Personen ums Leben und zahlreiche Menschen werden verletzt, darunter viele Feuerwehrmänner. Hauptmann Peter Fuchs, Oberleutnant Jürgen Hübner und Leutnant Thomas Grawe übernehmen die Ermittlungen. Die Untersuchungen ergeben, dass ein nicht abgeschalteter Schweißtrafo Ursache für den Brand war, an dessen Ende die Explosion stand. Keiner der Brigade hat jedoch eine Schweißererlaubnis und keiner scheint in der Halle gewesen zu sein. Es wird deutlich, dass die Brigade den Kollegen Hannes Kerner decken will. Der Schweißer ist zwar ebenfalls im Urlaub, war jedoch zur Tatzeit kurz in der Halle, um für Axel Taurig einen gerissenen Pkw-Auspuff zu schweißen.
Hannes Kerner fühlt sich schuldig, als er von der Explosion und der Ursache erfährt. Die Ermittler wissen nicht, dass er zu Hause ist und als Täter infrage kommt, da keiner der Kollegen ihn erwähnt. Zwar ist sich Kerner sicher, den Schweißtrafo ausgeschaltet zu haben, doch beginnt er angesichts der Ereignisse zu zweifeln. Schließlich versucht er, sich zu erhängen, wird jedoch dabei von seiner Frau überrascht. Sie überredet ihn, sich der Polizei zu stellen.
Die Ermittler entdecken unterdessen das angespannte Verhältnis von Mattusch und Heiner Kiewitz. Kiewitz war kurz vor der rekonstruierten Einschaltung des Trafos bei Mattusch zu einer Unterredung und ging anschließend zu seinen Kollegen in die Kantine. Wann er genau dort ankam, weiß keiner mit Sicherheit. Die Zwischenzeit könnte er genutzt haben, um in der Halle zu schweißen. Warum er das hätte tun sollen, wissen die Ermittler nicht. Der Kriminaltechniker findet unterdessen Schweißperlen in der Halle, die auf zwei unterschiedliche Schweißvorgänge schließen lassen. Erst nach Kerners Selbstmordversuch offenbart sich Kiewitz Mattusch. Vor der Mittagspause war ein Dampfanschluss an einer dampfbeheizten  Betonplattenform durch eine Unvorsichtigkeit Kiewitz’ und des Kranfahrers des Hallenkranes abgebrochen. Dies führte dazu, dass die Bauarbeiten nicht fortgeführt werden konnten. Mattusch wies Kiewitz an, den Dampfanschluss um jeden Preis zu reparieren und im Ernstfall selbst zu schweißen, auch wenn Kiewitz nichts vom Schweißen verstand. Kiewitz versuchte daher, den Anschluss dilettantisch zu schweißen, kurz nachdem Kerner mit seiner Arbeit fertig war. Da er keinen Erfolg hatte, warf er die Schweißzange hin und ging, ohne den Trafo auszuschalten. Beide Männer stellen sich der Polizei und gestehen ihre Schuld. Kerner wurde inzwischen von der Polizei gefunden. Er war vor den Ermittlern geflüchtet und dabei in einen Verkehrsunfall verwickelt worden. Nun liegt er verletzt im Krankenhaus, erfährt aber, dass er keine Schuld am Unglück trägt.

## Produktion
Explosion (Arbeitstitel: Selbstbetrug) wurde vom 1. Oktober bis 6. Dezember 1986 unter anderem in Guben gedreht. Die Kostüme des Films schuf Ruth Völker, die Filmbauten stammen von Christoph Lindemann. Der Film erlebte am 28. Juni 1987 im 1. Programm des Fernsehens der DDR seine Premiere. Die Zuschauerbeteiligung lag bei 42 Prozent.
Es war die 112. Folge der Filmreihe Polizeiruf 110. Hauptmann Peter Fuchs ermittelte in seinem 66. Fall, Oberleutnant Jürgen Hübner in seinem 53. Fall und Leutnant Thomas Grawe in seinem 7. Fall. Die Kritik schrieb rückblickend, dass der Film „in der Form des Kriminalfalls ein Tabuthema für die Medien der DDR [behandelte]. Es ging um nichts weniger als um die Havarie in einem Werk zur Produktion von Betonplatten für den Wohnungsbau, der zu allem Überfluß auch noch durch das überzogene Bemühen um Einhaltung des Plans bedingt wurde.“